# Volleybalclub Zwolle 2021-2022 (femminile)
Questa voce raccoglie le informazioni riguardanti il Volleybalclub Zwolle nelle competizioni ufficiali della stagione 2021-2022.

## Organigramma societario
Area direttiva
- Presidente: Els Evenboer

Area tecnica
- Primo allenatore: Eric Meijer

## Rosa
| N° | Nome                      | Ruolo | Data di nascita  | Nazionalità sportiva |
| -- | ------------------------- | ----- | ---------------- | -------------------- |
| 1  | Daantje Vennik            | P     | 2 gennaio 2001   | Paesi Bassi          |
| 2  | Lara Hendricks            | S     | 6 ottobre 2000   | Paesi Bassi          |
| 3  | Bjorna Gras               | S     | 1º dicembre 1995 | Paesi Bassi          |
| 4  | Kim de Wild               | L     | 9 giugno 1993    | Paesi Bassi          |
| 5  | Emily Silderhuis          | C     | 19 gennaio 2004  | Paesi Bassi          |
| 6  | Lotte Bruinsma            | S     | 20 giugno 2004   | Paesi Bassi          |
| 7  | Sanne Wagener             | C     | 17 gennaio 2001  | Paesi Bassi          |
| 8  | Marly Bak                 | O     | 2 giugno 1995    | Paesi Bassi          |
| 9  | Marianne het Lam-Scholten | C     | 9 settembre 1991 | Paesi Bassi          |
| 10 | Mareen van der Woude      | C     | 26 maggio 2000   | Paesi Bassi          |
| 11 | Sanne Konijnenberg        | P     | 30 agosto 2004   | Paesi Bassi          |
| 12 | Iris Reinders             | S     | 27 ottobre 1994  | Paesi Bassi          |
| 13 | Pippa Molenaar            | L     | 31 maggio 1995   | Paesi Bassi          |
| 14 | Susan Schut               | O     | 28 marzo 2003    | Paesi Bassi          |

## Statistiche

### Statistiche di squadra
| Competizione          | Punti | In casa | In casa | In casa | In trasferta | In trasferta | In trasferta | Totale | Totale | Totale |
| Competizione          | Punti | G       | V       | P       | G            | V            | P            | G      | V      | P      |
| --------------------- | ----- | ------- | ------- | ------- | ------------ | ------------ | ------------ | ------ | ------ | ------ |
| Eredivisie            | 46    | 15      | 10      | 5       | 15           | 7            | 8            | 30     | 17     | 13     |
| Coppa dei Paesi Bassi | -     | 1       | 1       | 0       | 2            | 1            | 1            | 3      | 2      | 1      |
| Totale                | -     | 16      | 11      | 5       | 17           | 8            | 9            | 33     | 19     | 14     |

### Statistiche delle giocatrici
Dati non disponibili.